# Facilitazione sinaptica
Nelle neuroscienze, la facilitazione sinaptica, o neurale, è un fenomeno che consiste in un transitorio aumento di efficacia della trasmissione sinaptica che avviene quando due o più potenziali d’azione raggiungono il terminale pre-sinaptico in stretta successione, determinando un aumento progressivo della quantità di neurotrasmettitore rilasciato da ogni potenziale d’azione; i rispettivi potenziali post-sinaptici (eccitatori o inibitori) evocati in questa maniera aumentano di conseguenza. Si tratta quindi di una forma di plasticità sinaptica a breve termine.
La causa di tale fenomeno è l'aumento della concentrazione intracellulare di ioni calcio nel bottone pre-sinaptico, che porta a un maggior rilascio di vescicole contenenti neurotrasmettitore.